# DSA-304
La DSA-304 es una carretera perteneciente a la Red Secundaria de la Diputación Provincial de Salamanca que une las carreteras  N-620  y  DSA-416  con la carretera  SA-210 .
También pasa por las localidades de Aldehuela de la Bóveda y Carrascal del Obispo.

## Origen y Destino
La carretera  DSA-304  tiene su origen en Aldehuela de la Bóveda en la intersección con las carreteras  N-620  y  DSA-416 , y termina en la intersección con la carretera  SA-210  en Narros de Matalayegua, formando parte de la Red de carreteras de Salamanca.